# Ventra
Ventra是美國芝加哥交通局和Pace的電子支付系統，並取代芝加哥卡和交通卡自動收費系統。Ventra（以拉丁文「大風」命名，但實際拉丁文拼作「ventosa」）於2013年8月推出，並於2014年7月完成全系統過渡。該卡包括數個支付方法，如射頻識別（RFID）的非接觸式智能卡、單日或單次使用的RFID車票，任何個人銀行發出帶有RFID的信用卡或借記卡，以及兼容的手機。Ventra由立方交通系統營運。手機app容許用戶管理車費、購買月票和購買芝加哥城市鐵路的移動車票。